# Ecothera
Ecothera is een geslacht van halfvleugeligen uit de familie Aphrophoridae. De wetenschappelijke naam van dit geslacht is voor het eerst geldig gepubliceerd in 1915 door Melichar.

## Soorten
Het geslacht Ecothera  is monotypisch en omvat slechts de volgende soort:
- Ecothera insignis Melichar, 1915